# Accord de libre-échange entre le Canada et l'Ukraine
L'accord de libre-échange entre le Canada et l'Ukraine (ALECU) est un accord de libre-échange entré en vigueur en août 2017. L'accord supprime 99 % des droits de douane sur les importations venant de l'Ukraine et 86 % sur les importations venant du Canada.

## Histoire
En juillet 2015, un accord préliminaire sur la question est conclu entre le Canada et l'Ukraine. En juillet 2016, l'accord de libre-échange est signé entre les deux partis par Justin Trudeau et Volodymyr Groysman. Il est approuvé par le parlement ukrainien en mars 2017. L'accord est approuvé en parallèle en février et mars 2017 respectivement par la Chambre des communes et le Sénat du Canada. L'accord entre l'Ukraine et le Canada est entré en application le 1er août 2017,.
En janvier 2022, l'Ukraine et le Canada lance un processus d'approfondissement de leur accord de libre-échange. Un accord est conclu dans ce sens en avril 2023,,.